# أبو جهم بن حذيفة
أبو جهم بن حذيفة القرشي العدوي صحابي جليل صحب رسول الله محمد صلى الله عليه وسلم وهو من مسلمة الفتح 

## نسبه
اختلف في اسمه ونسبه فقيل أبو جهم بن حذيفة بن غانم بن عامر بن عبد الله بن عبيد بن عويج بن عدي بن كعب القرشي العدوي قال ابن منده: عُبَيْد بن حُذَيفة بن غَانم، أَبو جَهْم الأَنصاري، وقال أَبو نعيم ونسبه إِلى كعب، وقال: قاله أَبو بكر بن أَبي عاصم، وقال: عداده في الأَنصار، فحكى ابْنُ مَنْدَه أن أبا عاصم فرق بين أبي جهم بن حذيفة وعبيد بن حذيفة، وقال ابن الأثير: قول ابن منده: إِنه أَنصاري، وقول ابن أَبي عاصم: عداده في الأنصار، ؛ فإِن أَبا جهم الذي بهذا النسب، عَدَوي من عَدِيّ قُرَيْشٍ لا شبهة فيه، يجتمع هو ونُعَيم النَّحَّام، ومطيع بن الأَسود في: عَبِيد بن عَويج، والذي نقله أَبو نعيم عن ابن أَبي عاصم أَن عداده في الأَنصار لم أَجده فيما عندنا من كتابه. كنيته أبو جهم أسلم عام الفتح كان من مشيخة قريش عالما بالنسب وكان من المعمرين من قريش شهد بنيان الكعبة مرتين مرة في الجاهلية حين بنتها قريش ومرة حين بناها ابن الزبير.

## إسلامه
وذكر الزبير بن بكار، وابن سعد أن أبا جهم من مسلمة الفتح. فأسلَم يوم فتح مكة، وقدم المدينة بعد ذلك فابتَنَى بها دارًا، وقد صحب النّبي صَلَّى صلى الله عليه وسلم، وكان مقدّمًا في قريش معظَّمًا، وكانت فيه وفي بنيه شدَّةٌ وعزامة، وذكر الزّبير، والبَغَوِيُّ، عن مصعب أن أبا جهم بن حذيفة كان من مشيخة من معمَّريها عالمًا بالنسب، وهو أحَدُ الأربعة الذين كانت قريش تأخذُ منهمْ عِلْمَ النّسب،

## مواقفه مع رسول الله
من مواقفه أنه أهدى إلى رسول الله صلى الله عليه وسلم خميصة عليها علم فشغلته في الصلاة فردها عليه وكان ممن بنى البيت في الجاهلية، ثم عمر حتى بنى فيه مع ابن الزبير. وبين العمارتين أزيد من ثمانين سنة. أحضر يوم الحكمين. وبعثه النبي - صلى الله عليه وسلم- مرة مصدقا. ولا رواية له.

## الوقائع والأحداث التي شهدها
شهد اليرموك وأشخص في تحكم الحكمين بدومة الجندل من الشام واستعمله رسول الله على النفل يوم حنين. وحضر بناء الكعبة مرّتَيْن: مرة في الجاهليّة حين بنتها قريش، ومرَّة حين بناها ابن الزّبير؛ وهو أحَدُ الأربعة الذين دفنوا عثمان بن عفان؛ وهم: حكيم بن حزام، وجبير بن مطعم، ونيار بن مكرم، وأبو جهم بن حذيفة؛ هكذا ذكر الزّبير عن عمه أنّ أبا جهم بن حذيفة شهد بُنْيَان الكعبة في زمن ابن الزّبير، وقال غيره: إنه تُوفِّي في آخر خلافة معاوية، والزّبيرُ وعَمه أعلم بأخبار قريش. وأخرج البَغَوِيُّ، عن هشام بن عروة، عن أبيه؛ قال: لما أصيب عثمان أرادوا الصلاة عليه فمنعوا، فقال أبو الجهم: دعوه، فقد صلَّى الله عليه ورسوله، وأخرج ابنُ أبِي عَاصِمٍ في كتاب«الحُكَمَاءِ»، عن أبي بكر بن عبيد الله بن أبي الجهم؛ قال: سمعت أبا الجهم يقول: لقد تركتُ الخْمرَ في الجاهلية وما تركتها إلا خشية على عقلي وما فيها من الفساد، وثبت ذكره في الصحيحين من طريق عروة، عن عائشة رضي الله عنها قالت: صلى النبي صَلَّى الله عليه وسلم في خميصة لَهَا أعْلاَمٌ؛ فقال: «اذْهَبُوا بخميصَتِي هَذِهِ إلَى أبِي جَهْم وَائْتُونِي بِأنبِجَانِيَّةِ أبِي جَهْمٍ فَإنِّهَا ألْهَتْنِي آنفًا عَنْ صَلَاتِي»، وذكر الزبير من وجه آخر مرسلًا ــ أن النبي صَلَّى الله عليه وسلم أتى بخميصتين سوداوين، فلبس إحداهما وبعث الأخرى إلى أبي جهم، ثم إنه أرسل إلى أبي جهم في تلك الخميصة، وبعث إليه التي لبسها هو، ولبس هو التي كانت عند أبي جهم بعد أن لبسها أبو جهم لبسات، وثبت ذكره في حديث فاطمة بنت قيس لما قالت إن معاوية وأبا جهم خطباني؛«أمَّا أبُو جَهْمٍ فَلاَ يَضَعُ عَصَاهُ عَنْ عَاتِقِهِ»، وقالوا إنه كان ضَرَّابًا للنِّساءِ. قال ابْنُ سَعْدٍ: كان شديد العارضة، وكان عُمر يمنعه حتى كفَّ من لسانه. وأخرج ابْنُ المُبَارَكِ في «الزُّهْدِ» عن أبي جهم بن حذيفة أنه قال: انطلقتُ يوم اليرموك أطلبُ ابْنَ عمي، ومعي شنة من ماء... فذكر القصة.

## وفاته
اختلف في وفاته وقيل أنه توفي في آخر خلافة معاوية فقد قال ابْنُ سَعْدٍ: مات في آخر خلافة معاوية، وقال ابن حجر العسقلاني: وما تقدم عن الزبير أنه حضر بناءَ الكعبة إن ثبت يدلُّ على أنه تأخر إلى أول خلافة ابن الزبير، ويؤيِّدُه ما رواه ابن أخي الأصمعي في «النوادر» عن عمه، عن عيسى بن عمر قال: وفد أبو جهم على معاوية ثم على يزيد، ثم ذكر قصة له مع ابن الزبير. ومات أبو جهم بالمدينة في خلافة معاوية بن أبي سفيان.